# Берест (село)
Бе́рест (пол. Berest) — село в Польщі, у гміні Криниця-Здруй Новосондецького повіту Малопольського воєводства, біля кордону зі Словаччиною.
Населення — 816 осіб (2011).

## Розташування
Село розташоване приблизно за 12 км (7 миль) на північ від Криниці-Здруй, 24 км (15 миль) на південний схід від міста Новий Сонч та 97 км (60 миль) на південний схід від центру воєводства — Кракова.
Селом протікає річка Мостиша.

## Історія
Історично село знаходиться на території Лемківщини, яку до 1946 року заселяли українці.
1368 р. відомо, що виміняв Берест за т. зв. «бохенське бахмистровство» в короля Казимира Великого Іван Гладиш, «дідич на Шимбарку і Бересті в біцькій землі». Тобто поселення Берест існувало вже до 1368 р.
На початку XX ст. в регіоні переважало лемківсько-українське населення. З листопада 1918 по січень 1920 село входило до складу Лемківської Республіки.
У 1939 році з 670 жителів — 630 українців, 20 поляків, 20 євреїв До 1945 р. в селі була греко-католицька парафія Грибівського деканату, до якої також належало село Поляни, метричні книги велися з 1784 року.
1947 року, у результаті операції «Вісла» українське населення з цих земель було депортовано на понімецькі землі Польщі.
У 1975—1998 роках село належало до Новосондецького воєводства.

## Демографія
Демографічна структура станом на 31 березня 2011 року:
|          | Загалом | Допрацездатний вік | Працездатний вік | Постпрацездатний вік |
| -------- | ------- | ------------------ | ---------------- | -------------------- |
| Чоловіки | 431     | 119                | 293              | 19                   |
| Жінки    | 385     | 121                | 215              | 49                   |
| Разом    | 816     | 240                | 508              | 68                   |